# 審計新村

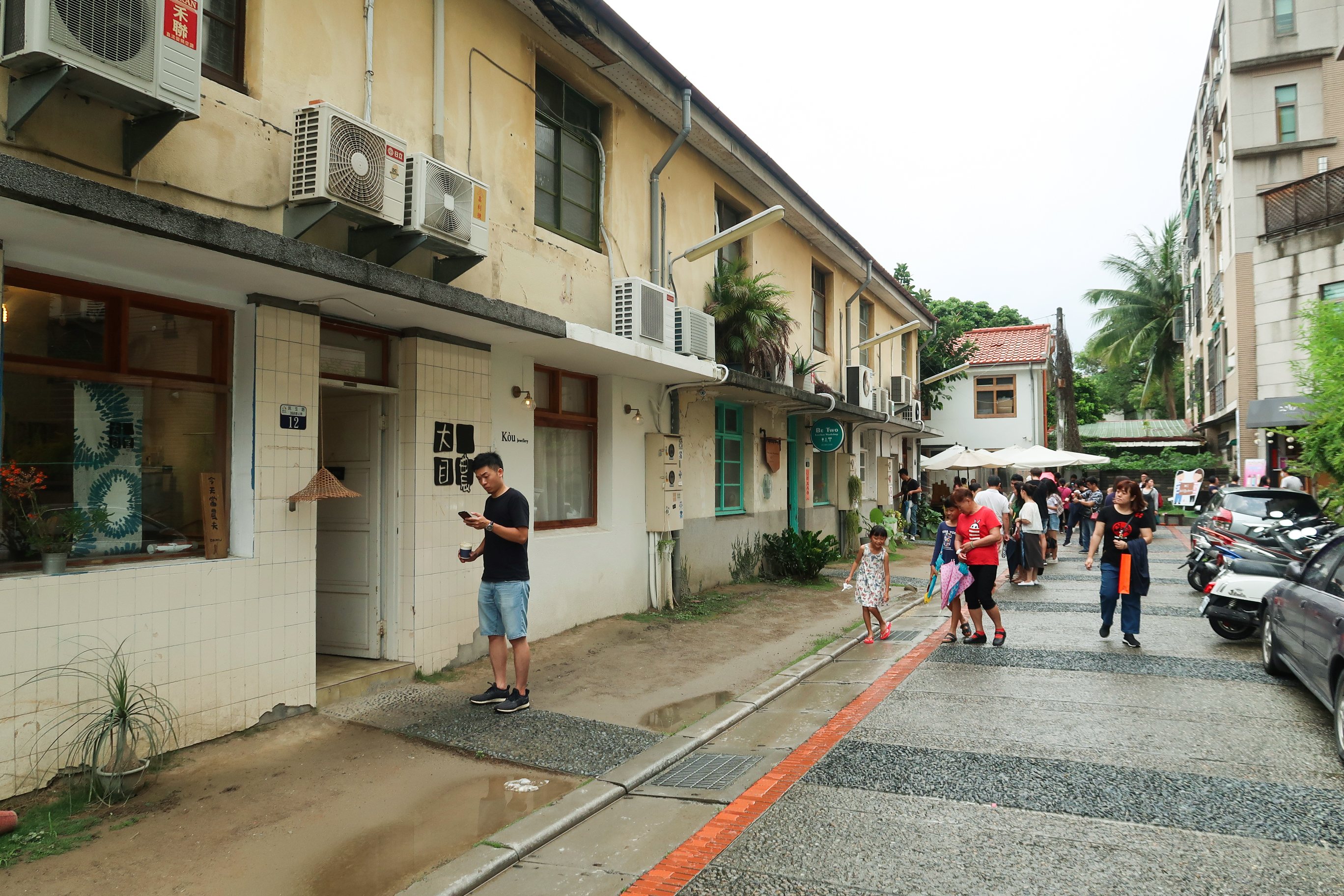
園區商店

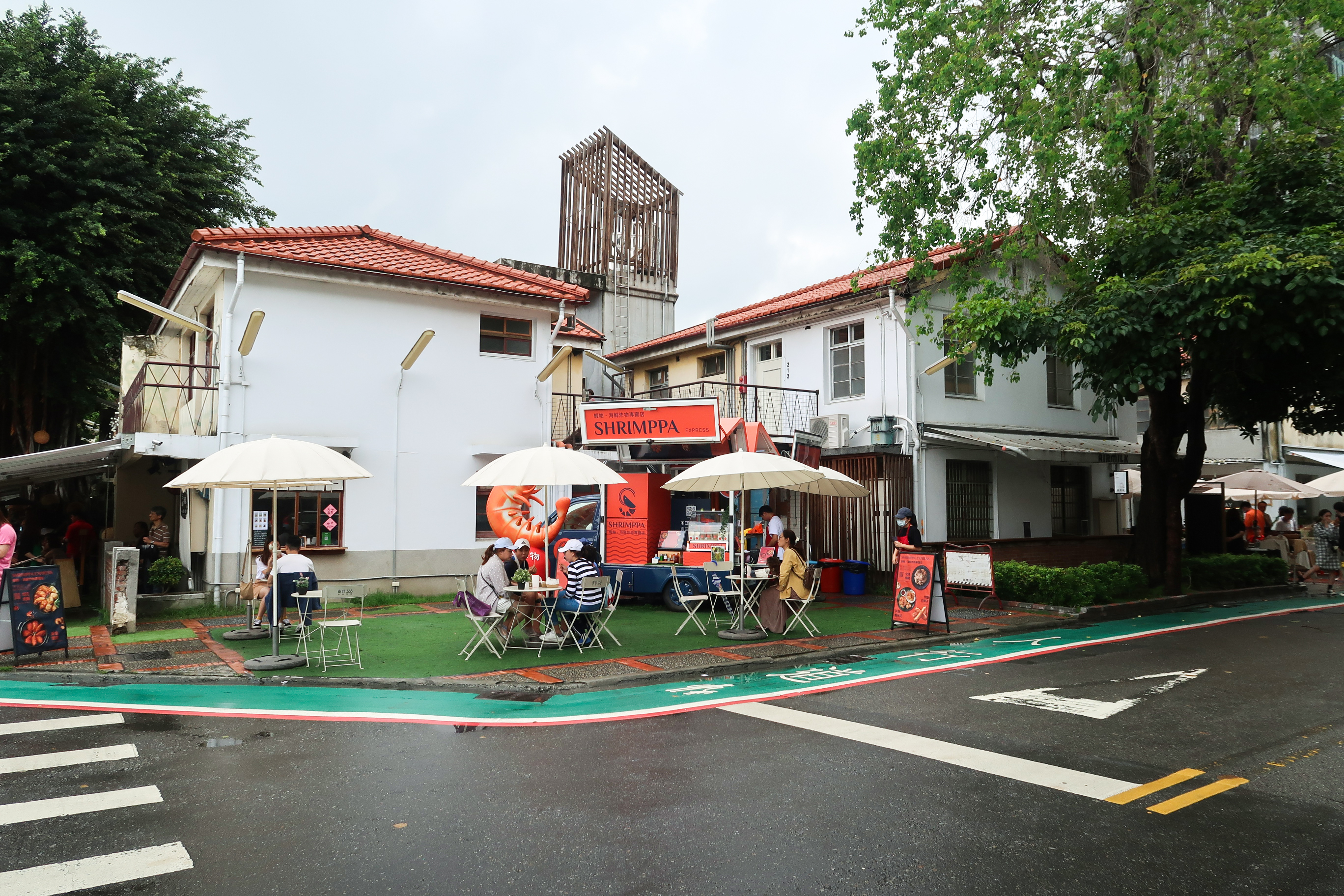
園區入口

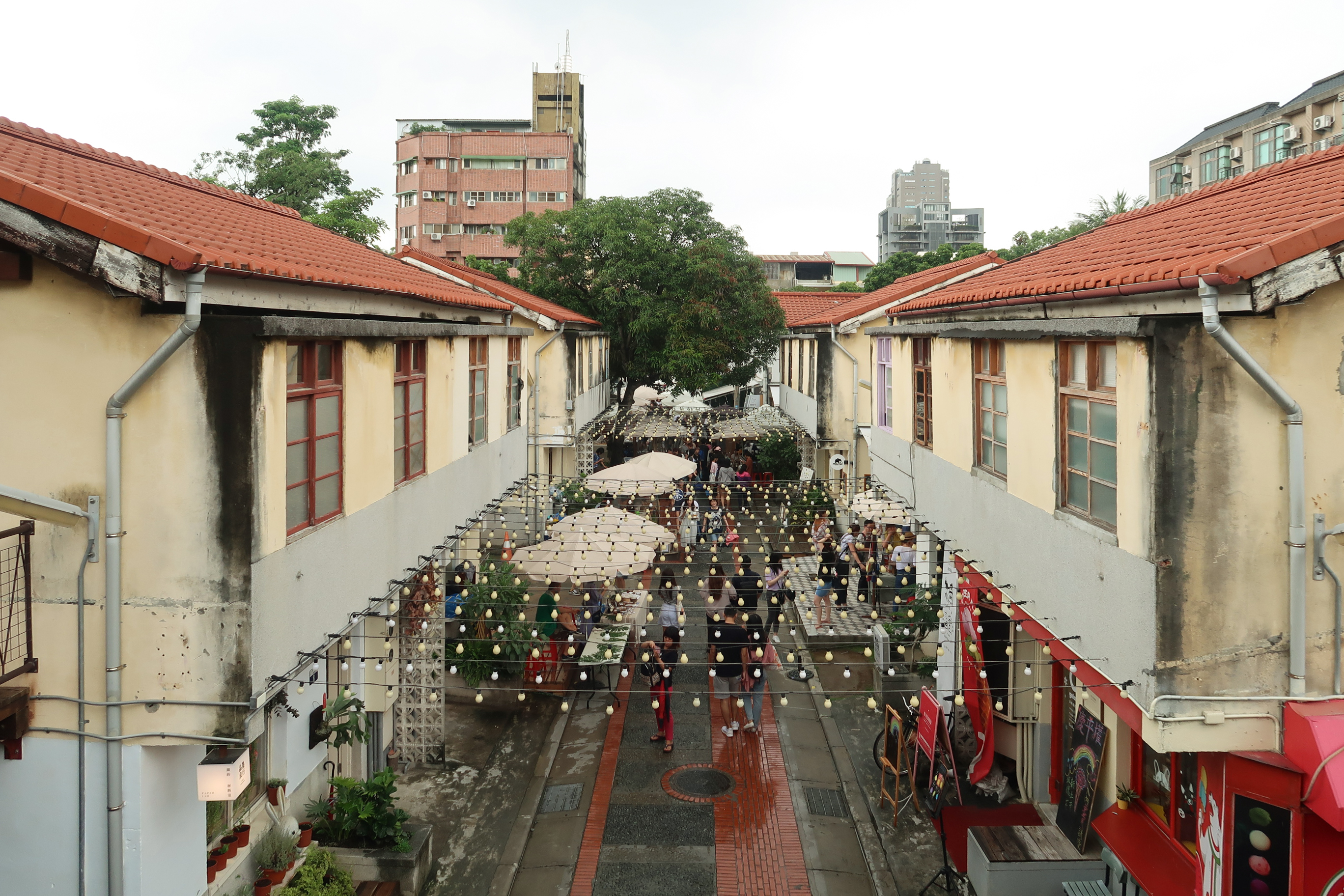
從二樓俯視文創園區

審計新村（現為審計新村368文創園區）為臺中市第3批臺灣省政府宿舍群之一，原為臺灣省政府審計處員工宿舍，1998年凍省後成為閒置空間而荒廢多年。

## 歷史沿革
審計新村原為臺灣省政府審計處（今審計部教育農林審計處）與臺灣省政府新聞處（今行政院新聞傳播處地方新聞科）的宿舍，1969年興建完成，是中部繼光復新村、中興新村、長安新村之後的第四批台灣省政府宿舍群。
1998年精省後，審計新村成為閒置空間，逐漸荒廢。審計新村與一般眷村或政府宿舍不同之處在於二層樓的矮建築，牆身的顏色是溫柔的鵝黃色，內部格局小而精緻，為戰後相當有特色的公共建設。2015年配合臺中市政府勞工局「摘星青年、築夢台中」創業基地進駐計畫，重新規劃轉型成為創業基地與文創園區。

## 交通方式
臺中市市區公車
- 公車資訊更新時間為2017年10月14日。

站牌名稱：美術館（五權西路）
- 仁友客運：19
- [[統一

客運]]：56、75
- 台中客運：71
- 豐榮客運：89
- 捷順交通：A1

站牌名稱：美術館（美村路）
- 台中客運：11
- 全航客運：11
- 豐原客運：11
- 統聯客運：23

站牌名稱：大墩文化中心（英才路）
- 全航客運：5
- 豐原客運：51

站牌名稱：大墩文化中心（五權路）
- 台中客運：11、71
- 全航客運：11
- 豐原客運：11
- 仁友客運：19、30
- 豐榮客運：40
- 統聯客運：56、75

於國美館與向上國中間亦有Ubike站點

## 鄰近景點
- 臺中市大墩文化中心
- 柳川土庫之心
- 國立臺灣美術館（國美館）
- 美術園道
- 經國園道、草悟道
- 范特喜微創文化中興街文創聚落、綠光計畫
- 勤美誠品綠園道

## 資料來源
1. ↑  .   [2019-04-24]. （原始内容存档于2019-11-20）.
2. ↑  .   [2019-04-24]. （原始内容存档于2018-10-10）.

## 外部連結
- 臺中審計新村 （页面存档备份，存于）